# El Gran Canal y la Iglesia de Santa María de la Salud
El Gran Canal y la Iglesia de Santa María de la Salud (originalmente en italiano: Il Canal Grande e la chiesa di Santa Maria della Salute), también conocido como La Entrada al Gran Canal de Venecia, Entrada al Gran Canal, Entrada al Gran Canal y la Iglesia de Santa María de la Salud, es un óleo sobre lienzo del pintor venciano Canaletto, pintado alrededor del año 1730. Se trata de un paisaje rococó que representa la entrada al Gran Canal de Venecia y la Basílica de Santa Maria della Salute, y que actualmente forma parte de la Robert Lee Blaffer Memorial Collection, en el Audrey Jones Beck Building del Museo de Bellas Artes de Houston (Estados Unidos). Fue un regalo de Sarah Campbell Blaffer. Una variante del cuadro con el campanario de mayor tamaño y con un edificio adicional fue usado como fondo veneciano en el videojuego de 2001 Merchant Prince II.